# Defense Distributed

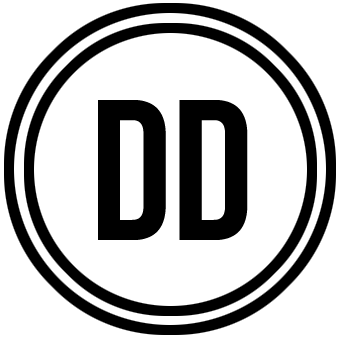
Логотип Defense Distributed

Defense Distributed — сетевая организация, работающая под идеологией open source и занимающаяся разработкой огнестрельного оружия (так называемого вики-оружия), компоненты которого можно распечатать на 3D-принтере.
Первые практические результаты были получены к декабрю 2012 года, когда начались тестовые испытания разработанных образцов. В настоящее время разработаны магазины стандартной ёмкости для винтовки AR-15 и автомата AK-47, глушитель, часть ствольной коробки (пистолетная рукоять, спусковая скоба, приёмник магазина) автоматов серии AR-15 и держатель (но не обойма и не магазин, для заряжания патроны необходимо вынуть из держателя) трёх патронов 12 калибра гладкоствольных ружей, причём все модификации могут быть использованы в реальном оружии вместо стандартных стальных деталей. Такой подход упрощает изготовление некоторых компонент огнестрельного оружия.
5 мая 2013 года организация опубликовала оригинальную разработку — файлы в формате STL, с помощью которых можно распечатать компоненты однозарядного пистолета, получившего название Liberator (в честь одноимённого однозарядного пистолета времен Второй мировой войны FP-45 Liberator из-за простоты обеих конструкций).
9 мая Управление по контролю за оборонной торговлей Госдепартамента США (DDTC) потребовало от разработчика пистолета Liberator Коди Уилсона (Cody Wilson) удалить эти файлы из общего доступа как нарушающие  AECA и ITAR. Уилсон подчинился требованиям, однако ещё в первые два дня после публикации файлы были скачаны более 100 тысяч раз, и некоторые люди, успевшие скачать проект, переопубликовали его в виде torrent-файла, в частности, на The Pirate Bay. По мнению некоторых журналистов, попытка правительства ограничить распространение этих 3D-моделей может привести лишь к их большей популярности. Однако часть ствольной коробки и пистолетная рукоять от винтовок серии AR-15 (M16, M4 и CAR-15) остались доступными для скачивания.

## Интересные факты
Печать пистолета Liberator в США является законной (для обладателей лицензии Federal Firearms License и только при условии необратимой интеграции металлического блока в корпус), однако модель в 2013 году потребовали убрать с официального сайта в связи с законодательством об экспорте оружия. После нескольких лет судебной тяжбы между Госдепом США и Defense Distributed компания в июле 2018 года смогла добиться разрешения свободного распространения своих моделей оружия.